# Ali Hadjbi
Ali Al-Hajabi (2 mei 2004) is een Jordaanse voetballer die als verdediger speelt voor Al-Hussein FC in de Jordaanse Professional League en voor het Jordaanse nationale team.

## Clubcarrière

### Al-Ahli SC
Al Hajabi was tot 2024 lid van de Jordaanse club Al Ahli FC. 

### Al-Hussein SC
Al Hajabi kwam in 2024 bij de Jordaanse club Al Hussein FC en begon sinds zijn komst al verschillende wedstrijden voor Al Hussein. Hij speelt momenteel in de Jordaanse Professional League, de AFC Champions League en het Jordanian Shield.

## Carrière statistieken

### Club
Bijgewerkt per 8 August 2024
| Club       | Seizoen         | Competitie           | Competitie   | Competitie | Beker        | Beker  | League Cup   | League Cup | Continentaal | Continentaal | Totaal       | Totaal |
| Club       | Seizoen         | Divisie              | Toepassingen | Doelen     | Toepassingen | Doelen | Toepassingen | Doelen     | Toepassingen | Doelen       | Toepassingen | Doelen |
| ---------- | --------------- | -------------------- | ------------ | ---------- | ------------ | ------ | ------------ | ---------- | ------------ | ------------ | ------------ | ------ |
| Al Ahli    | 2023–24         | Jordaanse Pro League | 0            | 0          | 0            | 0      | 0            | 0          | 0            | 0            | 0            | 0      |
| Al Ahli    | Totaal          | Totaal               | 0            | 0          | 0            | 0      | 0            | 0          | 0            | 0            | 0            | 0      |
| Al-Hussein | 2024–25         | Jordaanse Pro League | 0            | 0          | 0            | 0      | 0            | 0          | 0            | 0            | 0            | 0      |
| Al-Hussein | Carrière totaal | Carrière totaal      | 0            | 0          | 0            | 0      | 0            | 0          | 0            | 0            | 0            | 0      |